# Krassawino
Krassawino (russisch Красавино) ist eine Kleinstadt in Nordwestrussland. Sie liegt in der Oblast Wologda und hat 7003 Einwohner (Stand 14. Oktober 2010).

## Geographie
Die Stadt liegt etwa 650 km nordöstlich der Oblasthauptstadt Wologda an der Nördlichen Dwina. Krassawino ist dem Rajon (Landkreis) Weliki Ustjug administrativ unterstellt. Dessen Verwaltungszentrum Weliki Ustjug befindet sich 25 km südlich von Krassawino. Weitere nahe gelegene Städte sind Kotlas (32 km nördlich) und Solwytschegodsk (46 km nordöstlich).

## Geschichte
Krassawino entstand 1848 mit Eröffnung einer Leinenweberei durch einen Archangelsker Kaufmann. Nachdem die Fabrik Ende der 1850er-Jahre an den Industriellen Jakow Gribanow überging und daraufhin wesentlich erweitert wurde, avancierte sich die Weberei zu den führenden russischen Herstellern von Leinenfasern und exportierte ihre Produktion auch ins Ausland.
Nach der Oktoberrevolution 1917 wurde die Fabrik verstaatlicht und einige Jahre später in ein Kombinat umfunktioniert. Etwa zugleich wurde Krassawino offiziell eine Siedlung städtischen Typs, bis es im Jahre 1947 Stadtrecht erhielt.

### Bevölkerungsentwicklung
| Jahr | Einwohner |
| ---- | --------- |
| 1939 | 9.119     |
| 1959 | 11.186    |
| 1970 | 10.880    |
| 1979 | 10.336    |
| 1989 | 9.535     |
| 2002 | 8.211     |
| 2010 | 7.003     |

Anmerkung: Volkszählungsdaten

## Wirtschaft und Verkehr
Auch heute noch ist die ehemalige Leinenweberei das bekannteste Unternehmen in Krassawino und stellt unter anderem qualitativ hochwertige gemusterte Handtücher, Servietten und Tischdecken her. Darüber hinaus ist eine Ziegelei und ein Wärmekraftwerk in Betrieb.
Über eine parallel dem Flusslauf der Nördlichen Dwina verlaufende Landstraße ist Krassawino mit Rajonzentrum Weliki Ustjug verbunden. Drei Kilometer westlich der Stadt gibt es seit 1970 einen kleinen Bahnhof.

## Persönlichkeiten
- Wladimir Polujachtow (* 1989), Fußballspieler